# دارين تاكر
دارين تاكر (2 يونيو 1962 بسيدني في أستراليا - ) (بالإنجليزية: Darren Tucker)‏ هو لاعب كريكت أسترالي.

## وصلات خارجية
- دارين تاكر على موقع إي آس بي آن كريك إنفو (الإنجليزية)